# Chouardia
Chouardia es un género con dos especies de plantas con flores perteneciente a la familia Hyacinthaceae. Es originario de los Balcanes.
El género ha sido segregado de Scilla.

## Especies
- Chouardia lakusicii  	(Šilić) Speta
- Chouardia litardierei	(Breistr.) Speta